# Tenchu : La Colère divine
Tenchu : La Colère divine (天誅 参 ()) (ou Tenchu: Wrath of Heaven) est un jeu vidéo d'infiltration développé par K2 et édité par Activision en Europe et en Amérique du Nord, et par From Software au Japon. Le jeu est sorti sur PlayStation 2 le 11 mars 2003 aux États-Unis, le 7 mars 2003 en Europe et le 24 avril 2003 au Japon. Le jeu a été porté sur Xbox sous le titre Tenchu : Le Retour des ténèbres (天誅 参 〜回帰ノ章〜 ()) (Tenchu: Return from Darkness), puis sur PlayStation Portable sous le titre Ninja Katsugeki Tenchū San Portable (忍者活劇 天誅 参 Portable).

## Trame
L'histoire se déroule au cœur d'une période de guerres féroces et de troubles majeurs.
Le clan ninja Azuma célèbre les cérémonies traditionnelles marquant la fin de son année de deuil suivant la mort tragique de Rikimaru. Dans le même temps, le pays du seigneur Gohda fête la fin de la quatrième saison de paix depuis la défaite du seigneur Mei-Oh (dans Tenchu: Stealth Assassins). Les ninjas Azuma sont les seuls à connaître la vérité à propos de la disparition du seigneur Mei-Oh à travers un portail après sa défaite. Même le seigneur Gohda ignore ce secret.
Le seigneur Gohda sait que les ninjas Azuma le servent dans l'honneur, au péril de leur vie, délivrant des messages nocturnes aux états voisins et punissent dans l'ombre ceux qui se dressent contre lui. Ils constituent un groupe aussi redouté qu'inconnu, un bras justicier sans visage, enveloppé dans un nuage de secrets. Mais, avant tout, ils sont ses assassins silencieux et sans pitié.
Voici la suite de l'histoire de deux ombres nées pour les ténèbres et destinées à périr dans les ténèbres.

## Système de jeu
Le joueur contrôle son personnage à la troisième personne, ainsi que la caméra. Dans un environnement en 3D, il peut se déplacer au sol, mais également s'accroupir, ramper en quelques occasions, sauter, escalader certains obstacles.
Ce jeu, somme des précédents opus, insiste sur la discrétion. Ainsi, le joueur devra se cacher et se faufiler derrière les gardes. En effet, s'il n'est pas repéré, il pourra, au contact d'un ennemi, lui porter un coup fatal, variant selon sa position par rapport à l'ennemi et selon le personnage choisi. À l'inverse, si le joueur est repéré, il devra affronter un adversaire rompu au combat, sans compter que les autres ennemis à proximité seront alertés. Le joueur pourra tenter de prendre la fuite, à ses risques et périls. Pour l'aider, il pourra compter sur la jauger de Ki, en bas de l'écran. Cette dernière le renseigne sur l'état d'esprit des créatures proches, et possède 5 niveaux :
- si elle est vide, aucune créature consciente ne se trouve dans le voisinage immédiat du ninja.
- le « ? » indique la présence d'un ennemi à proximité, ce dernier n'ayant pas conscience de la présence du ninja. Plus elle est importante, et plus l'ennemi est proche. Un nombre apparaît également juste en dessous, entre 1 et 100, quantifiant cette distance (plus le nombre est élevé, plus l'ennemi est proche).
- si un « ! » apparaît en clignotement rapide, l'ennemi a aperçu le joueur, sans toutefois l'identifier. Il ira s'assurer qu'il ne s'agit pas d'un collègue, et va donc se rapprocher
- « ?! » signifie qu'un ou plusieurs ennemis proches sont au courant d'une présence, mais ils ont perdu la trace du ninja. Ils tirent leurs armes et cherchent pendant un certain laps de temps, et tout mouvement suspect les alertera aussitôt. Ils peuvent également entrer dans cet état en entendant un bruit suspect (quelqu'un qui marche dans l'eau, par exemple) ou en découvrant un cadavre.
- lorsque « !! » s'affiche, le joueur est repéré, et les ennemis qui le voient tenteront de l'abattre. Ceux qui ne le voient pas le cherchent, et passeront en état "?!" si le joueur disparaît ou tue les ennemis l'ayant repéré.

Il est à noter que le joueur pourra assassiner un garde uniquement si la jauge de ki affiche "?", ou éventuellement "!"
En plus du classement basé sur celui du premier opus, qui permet avec un score suffisant de débloquer différents objet (ennemi assassiné=bonus, repéré=malus), il y a également une barre de Kanji, 9 au total. Elle est vide au début de la mission, et se remplit avec l'élimination silencieuse d'ennemis, rapportant généralement un kanji, mais parfois 1/4 (mort par projectile), 3/4 (simple coup, sans animation), voire 1 kanji et demi (mort silencieuse de face). Plus la barre de Kanji est remplie, plus les coups "classiques" sont puissants. De plus, si la barre est entièrement remplie, le joueur apprendra une nouvelle technique ninja, dans la limite d'une par mission.
Au début du jeu, le joueur a le choix entre deux personnages, Rikimaru et Ayame. Les missions, l'ordre des cartes, ainsi que le scénario diffère selon le personnage. En terminant le jeu avec chacun des deux personnages, le joueur débloquera Tesshu. Ce dernier diffère légèrement des deux autres personnages, et son scénario ne possède aucun point commun avec les deux autres. De plus, Tesshu possède dès le départ un certain nombre de techniques, et ne peut en apprendre de nouvelles.